# アウスティス
アウスティス（イタリア語: Austis）は、イタリア共和国サルデーニャ自治州ヌーオロ県にある、人口約800人の基礎自治体（コムーネ）。

## 地理

### 位置・広がり

#### 隣接コムーネ
隣接するコムーネは以下の通り。括弧内のORはオリスターノ県所属を示す。
- ネオネーリ (OR)
- ヌゲードゥ・サンタ・ヴィットーリア (OR)
- オルツァーイ
- オルトゥエーリ
- ソルゴノ
- テーティ
- ティーアナ